# Веселовский, Павел Николаевич
Павел Николаевич Веселовский (1880—1941) — полковник 76-го пехотного Кубанского полка, герой Первой мировой войны, участник Белого движения.

## Биография
Сын священника. Уроженец Подольской губернии. Среднее образование получил в Подольской духовной семинарии, где окончил два класса.
В 1900 году окончил Чугуевское пехотное юнкерское училище, откуда выпущен был подпрапорщиком в 76-й пехотный Кубанский полк. 5 ноября 1901 года произведен в подпоручики с переводом в 75-й пехотный Севастопольский полк.
16 февраля 1902 года переведен в 76-й пехотный Кубанский полк. С началом русско-японской войны, 21 октября 1904 года переведен в 6-й пехотный сибирский Енисейский полк, произведен в поручики (производство утверждено Высочайшим приказом от 4 декабря 1905). 4 мая 1906 года переведен обратно в 76-й пехотный Кубанский полк. Произведен в штабс-капитаны 10 октября 1909 года. Был начальником пулеметной команды.
В Первую мировую войну вступил в рядах 76-го пехотного Кубанского полка. Пожалован Георгиевским оружием
За то, что в боях с 9 по 23 января 1915 года за овладение Мезолаборчем, командуя батальоном и занимая важнейший на позиции полка боевой участок, с 10 по 14 января отбил 13 бешеных атак превосходного в силах противника, отбросив его с огромными потерями. 15 января, перейдя в наступление и преодолев проволочные заграждения, штыковым ударом завладел окопами, причем захватил в плен 6 офицеров, 414 нижних чинов и 1 пулемет. В ночь с 22 на 23 января, преследуя противника, с боем ворвался в местечко Мезолаборч, захватив целиком 2 роты с 9 офицерами и много мелких партий неприятеля.
Произведен в капитаны 20 января 1915 года «за выслугу лет». Удостоен ордена Св. Георгия 4-й степени
За то, что в боях с 7 по 11 марта 1915 года за обладание укреплением к югу от Мезолаборч, управляя действиями отряда в составе 7 рот, утром 10 марта лично повел эти роты на штурм укрепления, под сильным огнем противника прорвался через несколько рядов проволочных заграждений, ворвался в укрепление и выбив штыками противника, взял в плен одного офицера, 80 нижних чинов и 1 пулемет. Во время боя был контужен и продолжал оставаться в строю. Потеря противником занятого важного пункта заставила неприятеля очистить позиции и отступить.
Произведен в подполковники 28 октября 1915 года «за отличия в делах против неприятеля», в полковники — 12 сентября 1917 года.
В Гражданскую войну участвовал в Белом движении на Юге России, генерал-майор. С 9 сентября 1919 года состоял в резерве чинов войск Северного Кавказа, с 14 апреля 1920 года — в резерве чинов при штабе Вооруженных сил Юга России, затем в Русской армии. Эвакуировался из Крыма на корабле «Великий князь Александр Михайлович».
В эмиграции в США. Состоял председателем Общества русских ветеранов Голливуда и Лос-Анджелеса. Умер в 1942 году в Голливуде. Похоронен на Голливудском кладбище.

## Награды
- Орден Святой Анны 3-й ст. с мечами и бантом (ВП 21.01.1907)
- Орден Святой Анны 2-й ст. (ВП 8.04.1914)
- Орден Святого Владимира 4-й ст. с мечами и бантом (ВП 2.03.1915)
- Георгиевское оружие (ВП 10.11.1915)
- Орден Святого Георгия 4-й ст. (ВП 20.11.1915)